# Erythrodiplax connata
Erythrodiplax connata är en trollsländeart som först beskrevs av Hermann Burmeister 1839.  Erythrodiplax connata ingår i släktet Erythrodiplax och familjen segeltrollsländor. Inga underarter finns listade i Catalogue of Life.